# Вучина Шћекић
Вучина Шћекић (Беране, 1. август 1945 — Нови Сад, 31. март 2018) био је српски и црногорски кардиолог, академик ЦАНУ, редовни професор Медицинског факултета Универзитета у Новом Саду и аутор разних радова.

## Биографија
Рођен је 1. августа 1945. у Берану. Дипломирао је на Медицинском факултету Универзитета у Сарајеву 1970. године. Магистрирао је на Медицинском факултету Универзитета у Београду 1976. где је и докторирао 1983. Радио је као лекар у ФАП-у у Прибоју, а затим на интерној А клиници Медицинског факултета у Београду као асистент где је положио специјалистички испит 1975. године.
По оснивању института за кардиоваскуларне болести у Сремској Каменици прешао је у Нови Сад где је 1975. изабран, а 1978. реизабран у звање асистента на предмету Интерна медицина са пнеумозиологијом на Медицинском факултету. У звање доцента је изабран 1983. године, а реизабран 1985, за ванредног професора је изабран 1986. и реизабран 1990. и за редовног професора 1995. Постао је начелник Одељења за интензивну негу кардиолошких болесника у Институту за кардиоваскуларне болести у Сремској Каменици и заменик директора 1977. године. Поред тога, изабран је за начелника кардиолошког Института рехабилитационог центра „Др Симо Милошевић” у Игалу. Као стипендиста Фулбрајтове фондације је две године последипломских студија провео на Кардиолошкој клиници у Хјустону. Био је члан наставничког већа и научне комисије Медицинског факултета у Новом Саду, члан редакцијског одбора уредништва Матице српске, председник секције за коагулацију и тромбозу Српског лекарског друштва, члан Удружења кардиолога Европе и члан Удружења кардиолога САД.
Својим научноистраживачким радовима је активно учествовао на бројним научним скуповима, симпозијумима и конгресима кардиолога у Југославији и иностранству. За своје радне и стручне доприносе у унапређењу и развијању медицине је добио Октобарску награду Новог Сада 1990, Јубиларну награду за 200-годишњицу постојања Српског лекарског друштва 1994, Јубиларну награду „21. јули” поводом ослобођења Берана, награду „13. јули” 1995. године као и дипломе, захвалнице и повеље Српског лекарског друштва и Друштва лекара Југославије и Црне Горе. Аутор је или коаутор више од сто научних радова, учесник у више макропројеката и био је један од носилаца међународног свеобухватног пројекта о нехемичној коронарној болести срца који се реализује при Светској здравственој организацији. Аутор је два поглавља у монографијама Временска неподударност биолошког и хронолошког старења у Црној Гори 2009. и Садејство племенитости и етичности у људском роду 2013. Међу његовим значајним научним радовима су Акутни инфаркт миокарда, Хитна стања у медицини и стоматологији 1990, Микрокатетеризација десног срца у процени плућне хипертензије, Плућна хипертензија 1991, Хемодинамика у акутном инфаркту миокарда са сарадницима 1994. и Коронарна болест 1997.
Изабран је за ванредног члана Црногорске академије наука и уметности 6. децембра 1996, а за редовног 12. децембра 2003. Преминуо је 31. марта 2018. у Новом Саду. У његову част ЦАНУ је издао књигу „Споменица Вучина Шћекић (1945–2018)” 2021. године.